# János Dévai
János Dévai (nascido em 9 de janeiro de 1940) é um ex-ciclista húngaro que competiu no ciclismo nos Jogos Olímpicos de Verão de 1960, representando a Hungria.